# Paraphauloppia morenoi
Paraphauloppia morenoi är en kvalsterart som först beskrevs av Hammer 1962.  Paraphauloppia morenoi ingår i släktet Paraphauloppia och familjen Oribatulidae. Inga underarter finns listade i Catalogue of Life.